# 圣庞塔莱翁 (洛特省)
圣庞塔莱翁（法語：Saint-Pantaléon，法語發音：[sɛ̃ pɑ̃taleɔ̃]）是法国洛特省的一个市镇，属于卡奥尔区。2019年，圣庞塔莱翁与临近的2个市镇合并为新市镇凯尔西地区巴格洛讷。

## 地理
圣庞塔莱翁（44°22'5"N, 1°15'57"E）面积19.37 平方千米，位于法国奧克西塔尼大區洛特省，该省份为法国西南部内陆省份，北起顺时针与科雷兹省、康塔爾省、阿韦龙省、塔恩-加龙省、洛特-加龍省和多尔多涅省接壤。
与圣庞塔莱翁接壤的市镇（或旧市镇、城区）包括：凯尔西地区巴加、塞扎克、拉斯卡巴讷、圣多内斯、维勒塞克、蒙屈克。
圣庞塔莱翁的时区为UTC+01:00、UTC+02:00（夏令时）。

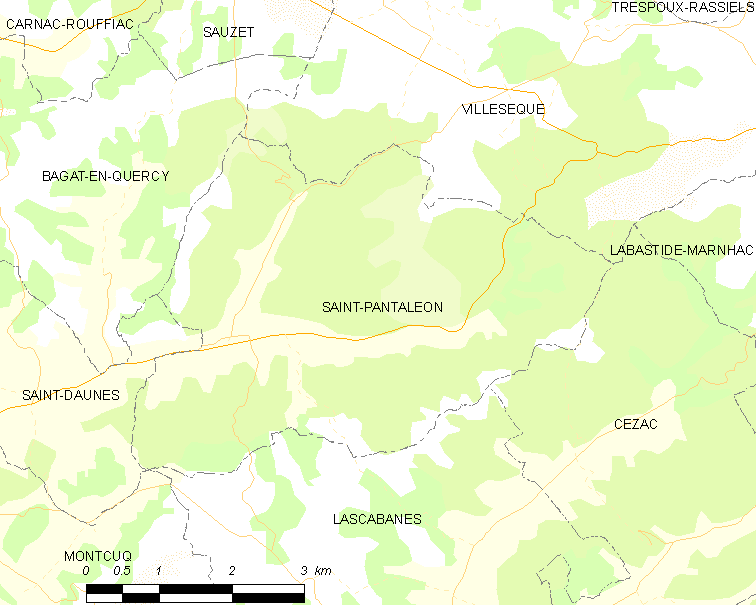
圣庞塔莱翁的OSM定位图

## 行政
圣庞塔莱翁的邮政编码为46800，INSEE市镇编码为46285。

## 政治
圣庞塔莱翁所属的省级选区为吕泽什县。

## 人口

1962-2008年间圣庞塔莱翁人口变化图示

圣庞塔莱翁于2018年1月1日时的人口数量为276人。